# Phtheochroides
Phtheochroides là một chi bướm đêm thuộc phân họ Tortricinae của họ Tortricidae.

## Các loài
- Phtheochroides apicana (Walsingham, 1900)
- Phtheochroides clandestina Razowski, 1968
- Phtheochroides vulneratana Razowski, 1968